# Cupa Campionilor Europeni 1978-1979
Cupa Campionilor Europeni în sezonul 1978-1979 a fost câștigată de Nottingham Forest, care a învins-o în finală pe formația suedeză Malmö FF.

## Runda preliminară
| Echipa 1  | Scor gen. | Echipa 2         | Tur | Retur |
| --------- | --------- | ---------------- | --- | ----- |
| AS Monaco | 3–2       | Steaua București | 3–0 | 0–2   |

### Prima manșă
| AS Monaco                         | 3–0     | Steaua București |
| --------------------------------- | ------- | ---------------- |
| Onnis 42' Zorzetto 48' Nogués 61' | Detalii |                  |

### A doua manșă
| Steaua București | 2–0     | AS Monaco |
| ---------------- | ------- | --------- |
| Troi 51', 76'    | Detalii |           |

AS Monaco s-a calificat cu scorul general de 3–2.

## Prima rundă
| Echipa 1          | Scor gen.   | Echipa 2           | Tur | Retur |
| ----------------- | ----------- | ------------------ | --- | ----- |
| AEK Atena         | 7–5         | Porto              | 6–1 | 1–4   |
| Nottingham Forest | 2–0         | Liverpool          | 2–0 | 0–0   |
| Real Madrid       | 12–0        | Progrès Niedercorn | 5–0 | 7–0   |
| Grasshopper       | 13–3        | Valletta           | 8–0 | 5–3   |
| Odense            | 3–4         | Lokomotiv Sofia    | 2–2 | 1–2   |
| Köln              | 5–2         | ÍA                 | 4–1 | 1–1   |
| Juventus          | 1–2         | Rangers            | 1–0 | 0–2   |
| Fenerbahçe        | 3–7         | PSV Eindhoven      | 2–1 | 1–6   |
| Vllaznia          | 3–4         | Austria Viena      | 2–0 | 1–4   |
| Linfield          | 0–1         | Lillestrøm         | 0–0 | 0–1   |
| Omonia            | 2–2 (a)     | Bohemians          | 2–1 | 0–1   |
| Partizan          | 2–2 (4–5 p) | Dynamo Dresda      | 2–0 | 0–2   |
| Zbrojovka Brno    | 4–2         | Újpesti Dózsa      | 2–2 | 2–0   |
| Club Brugge       | 3–4         | Wisła Kraków       | 2–1 | 1–3   |
| Haka              | 1–4         | Dinamo Kiev        | 0–1 | 1–3   |
| Malmö FF          | 1–0         | AS Monaco          | 0–0 | 1–0   |

### Prima manșă
| AEK Atena                                                               | 6–1     | Porto                |
| ----------------------------------------------------------------------- | ------- | -------------------- |
| Bajević 3', 20' Ardizoglou 16' Konstantinou 39' Nikolaou 58' Mavros 60' | Detalii | António Oliveira 81' |

| Nottingham Forest       | 2–0     | Liverpool |
| ----------------------- | ------- | --------- |
| Birtles 26' Barrett 87' | Detalii |           |

| Real Madrid                                          | 5–0     | Progrès Niedercorn |
| ---------------------------------------------------- | ------- | ------------------ |
| Jensen 12' Juanito 30', 66' del Bosque 40' Wolff 84' | Detalii |                    |

| Grasshopper                                              | 8–0     | Valletta |
| -------------------------------------------------------- | ------- | -------- |
| Sulser 31', 46', 58', 62', 64' Ponte 32', 35' Wehrli 67' | Detalii |          |

| Odense                | 2–2     | Lokomotiv Sofia         |
| --------------------- | ------- | ----------------------- |
| Munk Nielsen 32', 44' | Detalii | Kolev 60' Velichkov 69' |

| Köln                                        | 4–1     | ÍA               |
| ------------------------------------------- | ------- | ---------------- |
| Littbarski 12' Neumann 26', 39' Konopka 72' | Detalii | Hallgrímsson 20' |

| Juventus  | 1–0     | Rangers |
| --------- | ------- | ------- |
| Virdis 9' | Detalii |         |

| Fenerbahçe            | 2–1     | PSV Eindhoven |
| --------------------- | ------- | ------------- |
| Çetiner 17' İlhan 43' | Detalii | Brandts 23'   |

| Vllaznia               | 2–0     | Austria Viena |
| ---------------------- | ------- | ------------- |
| Zhega 8' Ballgjini 55' | Detalii |               |

| Linfield | 0–0     | Lillestrøm |
| -------- | ------- | ---------- |
|          | Detalii |            |

| Omonia                    | 2–1     | Bohemians          |
| ------------------------- | ------- | ------------------ |
| Kanaris 21' Dimitriou 51' | Detalii | O'Connor 6' (pen.) |

| Partizan               | 2–0     | Dynamo Dresda |
| ---------------------- | ------- | ------------- |
| Prekazi 5' Đurović 47' | Detalii |               |

| Zbrojovka Brno         | 2–2     | Újpesti Dózsa           |
| ---------------------- | ------- | ----------------------- |
| Kroupa 72' Janečka 77' | Detalii | Fekete 40' Törőcsik 65' |

| Club Brugge             | 2–1     | Wisła Kraków |
| ----------------------- | ------- | ------------ |
| Ceulemans 24' Cools 28' | Detalii | Kapka 83'    |

| Haka | 0–1     | Dinamo Kiev  |
| ---- | ------- | ------------ |
|      | Detalii | Baltacha 74' |

| Malmö FF | 0–0     | AS Monaco |
| -------- | ------- | --------- |
|          | Detalii |           |

### A doua manșă
| Porto                                 | 4–1     | AEK Atena  |
| ------------------------------------- | ------- | ---------- |
| Vital 63', 83' Teixeira 79' Gomes 88' | Detalii | Mavros 32' |

AEK Atena s-a calificat cu scorul general de 7–5.
| Liverpool | 0–0     | Nottingham Forest |
| --------- | ------- | ----------------- |
|           | Detalii |                   |

Nottingham Forest s-a calificat cu scorul general de 2–0.
| Progrès Niedercorn | 0–7     | Real Madrid                                                                                  |
| ------------------ | ------- | -------------------------------------------------------------------------------------------- |
|                    | Detalii | Pirri 10' Jensen 19' Stielike 28' Santillana 46', 87' García Hernández 65' Margue 90' (o.g.) |

Real Madrid s-a calificat cu scorul general de 12–0.
| Valletta                            | 3–5     | Grasshopper                                                  |
| ----------------------------------- | ------- | ------------------------------------------------------------ |
| Agius 56' Seychell 83' Farrugia 86' | Detalii | Sulser 13' (pen.) Ponte 61' Traber 69', 78' Her. Hermann 77' |

Grasshopper s-a calificat cu scorul general de 13–3.
| Lokomotiv Sofia         | 2–1     | Odense             |
| ----------------------- | ------- | ------------------ |
| Mihaylov 27' Kostov 50' | Detalii | Eriksen 23' (pen.) |

Lokomotiv Sofia s-a calificat cu scorul general de 4–3.
| ÍA             | 1–1     | Köln         |
| -------------- | ------- | ------------ |
| Hein 8' (o.g.) | Detalii | Van Gool 72' |

Köln s-a calificat cu scorul general de 5–2.
| Rangers                 | 2–0     | Juventus |
| ----------------------- | ------- | -------- |
| MacDonald 18' Smith 69' | Detalii |          |

Rangers s-a calificat cu scorul general de 2–1.
| PSV Eindhoven                                        | 6–1     | Fenerbahçe  |
| ---------------------------------------------------- | ------- | ----------- |
| van der Kuijlen 10', 22', 71', 74' Deijkers 49', 55' | Detalii | Çetiner 87' |

PSV Eindhoven s-a calificat cu scorul general de 7–3.
| Austria Viena                             | 4–1     | Vllaznia   |
| ----------------------------------------- | ------- | ---------- |
| Parits 21' Schachner 35', 74' J. Sara 48' | Detalii | Hafizi 80' |

Austria Viena s-a calificat cu scorul general de 4–3.
| Lillestrøm  | 1–0     | Linfield |
| ----------- | ------- | -------- |
| Lønstad 12' | Detalii |          |

Lillestrøm s-a calificat cu scorul general de 1–0.
| Bohemians | 1–0     | Omonia |
| --------- | ------- | ------ |
| Joyce 27' | Detalii |        |

Omonia 2–2 Bohemians . Bohemians s-a calificat cu scorul general de datorită golului marcat în deplasare.
| Dynamo Dresda       | 2 – 0 (aet) (d.p.) | Partizan |
| ------------------- | ------------------ | -------- |
| Dörner 8' Weber 38' | Detalii            |          |
|                     | 5–4                |          |

Partizan 2–2 Dynamo Dresda . Dynamo Dresda s-a calificat cu scorul general de la penaltiuri.
| Újpesti Dózsa | 0–2     | Zbrojovka Brno       |
| ------------- | ------- | -------------------- |
|               | Detalii | Došek 11' Kroupa 41' |

Zbrojovka Brno s-a calificat cu scorul general de 4–2.
| Wisła Kraków                        | 3–1     | Club Brugge   |
| ----------------------------------- | ------- | ------------- |
| Kmiecik 26' Lipka 82' Krupiński 89' | Detalii | Ceulemans 50' |

Wisła Kraków s-a calificat cu scorul general de 4–3.
| Dinamo Kiev                            | 3–1     | Haka          |
| -------------------------------------- | ------- | ------------- |
| Veremeyev 31' Khapsalis 35' Buryak 85' | Detalii | Ronkainen 71' |

Dinamo Kiev s-a calificat cu scorul general de 4–1.
| AS Monaco | 0–1     | Malmö FF     |
| --------- | ------- | ------------ |
|           | Detalii | Kinnvall 35' |

Malmö FF s-a calificat cu scorul general de 1–0.

## A doua rundă
| Echipa 1        | Scor gen. | Echipa 2          | Tur | Retur |
| --------------- | --------- | ----------------- | --- | ----- |
| AEK Atena       | 2–7       | Nottingham Forest | 1–2 | 1–5   |
| Real Madrid     | 3–3 (a)   | Grasshopper       | 3–1 | 0–2   |
| Lokomotiv Sofia | 0–5       | Köln              | 0–1 | 0–4   |
| Rangers         | 3–2       | PSV Eindhoven     | 0–0 | 3–2   |
| Austria Viena   | 4–1       | Lillestrøm        | 4–1 | 0–0   |
| Bohemians       | 0–6       | Dynamo Dresda     | 0–0 | 0–6   |
| Zbrojovka Brno  | 3–3 (a)   | Wisła Kraków      | 2–2 | 1–1   |
| Dinamo Kiev     | 0–2       | Malmö FF          | 0–0 | 0–2   |

### Prima manșă
| AEK Atena               | 1–2     | Nottingham Forest        |
| ----------------------- | ------- | ------------------------ |
| Konstantinou 59' (pen.) | Detalii | McGovern 10' Birtles 45' |

| Real Madrid                                    | 3–1     | Grasshopper |
| ---------------------------------------------- | ------- | ----------- |
| Juanito 5' García Hernández 65' Santillana 77' | Detalii | Sulser 59'  |

| Lokomotiv Sofia | 0–1     | Köln           |
| --------------- | ------- | -------------- |
|                 | Detalii | Zimmermann 58' |

| Rangers | 0–0     | PSV Eindhoven |
| ------- | ------- | ------------- |
|         | Detalii |               |

| Austria Viena                             | 4–1     | Lillestrøm |
| ----------------------------------------- | ------- | ---------- |
| Gasselich 25', 34' Sara 36' Schachner 65' | Detalii | Dokken 62' |

| Bohemians | 0–0     | Dynamo Dresda |
| --------- | ------- | ------------- |
|           | Detalii |               |

| Zbrojovka Brno        | 2–2     | Wisła Kraków               |
| --------------------- | ------- | -------------------------- |
| Pešice 73' Kroupa 78' | Detalii | Kmiecik 37' Maculewicz 86' |

| Dinamo Kiev | 0–0     | Malmö FF |
| ----------- | ------- | -------- |
|             | Detalii |          |

### A doua manșă
| Nottingham Forest                                      | 5–1     | AEK Atena   |
| ------------------------------------------------------ | ------- | ----------- |
| Needham 12' Woodcock 35' Anderson 40' Birtles 66', 72' | Detalii | Bajević 50' |

Nottingham Forest s-a calificat cu scorul general de 7–2.
| Grasshopper    | 2–0     | Real Madrid |
| -------------- | ------- | ----------- |
| Sulser 8', 86' | Detalii |             |

Real Madrid 3–3 Grasshopper . Grasshopper s-a calificat cu scorul general de datorită golului marcat în deplasare.
| Köln                                     | 4–0     | Lokomotiv Sofia |
| ---------------------------------------- | ------- | --------------- |
| Müller 20', 79' Van Gool 52' Glowacz 75' | Detalii |                 |

Köln s-a calificat cu scorul general de 5–0.
| PSV Eindhoven         | 2–3     | Rangers                                 |
| --------------------- | ------- | --------------------------------------- |
| Lubse 1' Deijkers 60' | Detalii | MacDonald 57' Johnstone 65' Russell 87' |

Rangers s-a calificat cu scorul general de 3–2.
| Lillestrøm | 0–0     | Austria Viena |
| ---------- | ------- | ------------- |
|            | Detalii |               |

Austria Viena s-a calificat cu scorul general de 4–1.
| Dynamo Dresda                                                   | 6–0     | Bohemians |
| --------------------------------------------------------------- | ------- | --------- |
| Trautmann 39', 58' Schmuck 41' Riedel 48', 60' Kotte 75' (pen.) | Detalii |           |

Dynamo Dresda s-a calificat cu scorul general de 6–0.
| Wisła Kraków | 1–1     | Zbrojovka Brno |
| ------------ | ------- | -------------- |
| Kapka 53'    | Detalii | Došek 78'      |

Zbrojovka Brno 3–3 Wisła Kraków . Wisła Kraków s-a calificat cu scorul general de datorită golului marcat în deplasare.
| Malmö FF               | 2–0     | Dinamo Kiev |
| ---------------------- | ------- | ----------- |
| Cervin 9' Kinnvall 39' | Detalii |             |

Malmö FF s-a calificat cu scorul general de 2–0.

## Sferturi
| Echipa 1          | Scor gen. | Echipa 2      | Tur | Retur |
| ----------------- | --------- | ------------- | --- | ----- |
| Nottingham Forest | 5–2       | Grasshopper   | 4–1 | 1–1   |
| Köln              | 2–1       | Rangers       | 1–0 | 1–1   |
| Austria Viena     | 3–2       | Dynamo Dresda | 3–1 | 0–1   |
| Wisła Kraków      | 3–5       | Malmö FF      | 2–1 | 1–4   |

### Prima manșă
| Nottingham Forest                                      | 4–1     | Grasshopper |
| ------------------------------------------------------ | ------- | ----------- |
| Birtles 31' Robertson 47' (pen.) Gemmill 87' Lloyd 89' | Detalii | Sulser 11'  |

| Köln       | 1–0     | Rangers |
| ---------- | ------- | ------- |
| Müller 58' | Detalii |         |

| Austria Viena               | 3–1     | Dynamo Dresda |
| --------------------------- | ------- | ------------- |
| Schachner 20', 90' Zach 86' | Detalii | Weber 9'      |

| Wisła Kraków            | 2–1     | Malmö FF    |
| ----------------------- | ------- | ----------- |
| Nawałka 26' Kmiecik 85' | Detalii | Hansson 13' |

### A doua manșă
| Grasshopper       | 1–1     | Nottingham Forest |
| ----------------- | ------- | ----------------- |
| Sulser 33' (pen.) | Detalii | O'Neill 38'       |

Nottingham Forest s-a calificat cu scorul general de 5–2.
| Rangers    | 1–1     | Köln       |
| ---------- | ------- | ---------- |
| McLean 86' | Detalii | Müller 48' |

Köln s-a calificat cu scorul general de 2–1.
| Dynamo Dresda     | 1–0     | Austria Viena |
| ----------------- | ------- | ------------- |
| Riedel 42' (pen.) | Detalii |               |

Austria Viena s-a calificat cu scorul general de 3–2.
| Malmö FF                                         | 4–1     | Wisła Kraków |
| ------------------------------------------------ | ------- | ------------ |
| Ljungberg 65' (pen.), 72', 90' (pen.) Cervin 82' | Detalii | Kmiecik 58'  |

Malmö FF s-a calificat cu scorul general de 5–3.

## Semifinale
| Echipa 1          | Scor gen. | Echipa 2 | Tur | Retur |
| ----------------- | --------- | -------- | --- | ----- |
| Nottingham Forest | 4–3       | Köln     | 3–3 | 1–0   |
| Austria Viena     | 0–1       | Malmö FF | 0–0 | 0–1   |

### Prima manșă
| Nottingham Forest                    | 3–3     | Köln                               |
| ------------------------------------ | ------- | ---------------------------------- |
| Birtles 28' Bowyer 53' Robertson 63' | Detalii | Van Gool 6' Müller 20' Okudera 85' |

| Austria Viena | 0–0     | Malmö FF |
| ------------- | ------- | -------- |
|               | Detalii |          |

### A doua manșă
| Köln | 0–1     | Nottingham Forest |
| ---- | ------- | ----------------- |
|      | Detalii | Bowyer 65'        |

Nottingham Forest s-a calificat cu scorul general de 4–3.
| Malmö FF    | 1–0     | Austria Viena |
| ----------- | ------- | ------------- |
| Hansson 47' | Detalii |               |

Malmö FF s-a calificat cu scorul general de 1–0.

## Finala
| Nottingham Forest | 1–0                 | Malmö FF |
| ----------------- | ------------------- | -------- |
| Francis 45'       | Detalii MatchCentre |          |

## Golgheteri
Golgheterii sezonului de Cupa Campionilor Europeni 1978–79 sunt:
| Loc | Nume                  | Echipă            | Goluri |
| --- | --------------------- | ----------------- | ------ |
| 1   | Claudio Sulser        | Grasshopper       | 11     |
| 2   | Garry Birtles         | Nottingham Forest | 6      |
| 3   | Dieter Müller         | Köln              | 5      |
| 3   | Walter Schachner      | Austria Viena     | 5      |
| 5   | Kazimierz Kmiecik     | Wisła Kraków      | 4      |
| 5   | Willy van der Kuijlen | PSV Eindhoven     | 4      |
| 7   | Gerrie Deijkers       | PSV Eindhoven     | 3      |
| 7   | Roger van Gool        | Köln              | 3      |
| 7   | Juanito               | Real Madrid       | 3      |
| 7   | Karel Kroupa          | Zbrojovka Brno    | 3      |
| 7   | Anders Ljungberg      | Malmö FF          | 3      |
| 7   | Raimondo Ponte        | Grasshopper       | 3      |
| 7   | Dieter Riedel         | Dynamo Dresda     | 3      |
| 7   | Dušan Bajević         | AEK Atena         | 3      |
| 7   | Santillana            | Real Madrid       | 3      |